# Balatonújlak
Balatonújlak község Somogy vármegyében, a Marcali járásban.

## Fekvése
A Balaton déli partjától mintegy 3 kilométerre,  Balatonkeresztúr és Kéthely között fekszik, e községektől is 3-3 kilométerre.
A 68-as főút korábban áthaladt a településen, de jelenlegi nyomvonala nyugati irányból elkerüli, és ezzel tehermentesíti; a régi nyomvonal mellékútként a 6707-es számot kapta. A község közigazgatási határát érinti az M7-es autópálya is, így a balatonszentgyörgyi, illetve balatonkeresztúri leágazásoknál letérve az autópályáról könnyen, gyorsan megközelíthető Budapest és Nagykanizsa irányából is.
A vasúti személyforgalom a Somogyszob–Balatonszentgyörgy-vasútvonalon 2009-óta szünetel, a Balatonújlak megállóhely megszűnt.

## Története
A Balatontól ma mintegy 3 km-re található falu egykor vízparti település volt, a tó a község határáig ért. Zákonyi Ferenc, „a Balaton krónikása” egyik monográfiájában említi, hogy a község keleti határában római kori sírokat tártak fel. Ennek alapján a kutató azt gyanítja, hogy jelentősebb római település állhatott itt. A középkorban bizonyítottan lakott hely volt. Nevét 1403-ban Wylak alakban írták. Sokáig a Gordovai Fánchi családé volt.  
A török uralom alatt szinte teljesen elnéptelenedett, még 1715-ben is csak 9 háztartást írtak össze. Bél Mátyás 1731. évi utazása alkalmával így írt a környékről: „A települések jelentéktelenek, alig több mint tíz, vagy legfeljebb 15 házból állók. De ezenkívül borzalmas szegénység keseríti a lelkeket, mert a kitűnő talajból nincs jövedelmük, de meg a földjük is hiányzik.” 
A török háborúk után változtak a tulajdonosok, többek között a nápolyi alkirályé is volt, akitől a Hunyadiak vásárolták meg. 1727–1945 között a gróf Hunyady család tulajdonában állt.  1851-ben már 800 római katolikust számláltak össze. 1900-ban 1005-en, 1932-ben pedig 947-en lakták a falut.
1893-ban készült el a Balatonszentgyörgy–Somogyszob-vasútvonal, amely a falut is érintette.
A megélhetést mindig a föld adta. A nagybirtokrendszerben a falu lakói nagyrészt cselédek voltak, akik közül reménytelen helyzetükben sokan Amerikába vándoroltak. Szili Ferenc kutatásaiból tudjuk, hogy a századfordulót követően többen hagyták el a falut, mint ahányan születtek. 
Az első világháborúban a 196 balatonújlaki katonából 32-en nem tértek haza.
A második világháború sem kímélte ezt a vidéket sem. A frontvonal miatt a lakosságot kitelepítették a 10-15 km-re fekvő Vörs, Hollád és Tikos falvakba. 
Sem a háború utáni földosztás, sem később az Egyesült Aranykalász Tsz és a Balatonmáriafürdői Áfész létrejötte nem tudta megállítani a lakosok számának csökkenését. Az 1950-es években az iskola is megszűnt. A diákok azóta Balatonkeresztúrra járnak.
A falu lakóinak vallásosságát mutatják a lakóházak portáján és az utak mentén, még a szőlőhegyen is álló keresztek. 1980-ban közadakozásból templom is épült Balatonújlakon.

## Közélete

### Polgármesterei
- 1990–1994: Mazzag Ferenc (független)[3]
- 1994–1998: Mazzag Ferenc (független)[4]
- 1998–2002: Mazzag Ferenc (független)[5]
- 2002–2006: Mazzag Ferenc (független)[6]
- 2006–2010: Tüske Gáborné (független)[7]
- 2010–2014: Tüske Gáborné (Fidesz-KDNP)[8]
- 2014–2019: Tüske Gáborné (független)[9]
- 2019–2024: Vimmer István (független)[10]
- 2024– : Vimmer István (független)[1]

## Népesség
A település népességének változása:
| Lakosok száma | 503  | 495  | 458  | 405  | 447  | 445  | 450  |
|               | 2013 | 2014 | 2015 | 2021 | 2022 | 2023 | 2024 |

A 2011-es népszámlálás során a lakosok 87,2%-a magyarnak, 5,3% németnek, 1,9% cigánynak, 0,2% örménynek mondta magát (10,2% nem nyilatkozott; a kettős identitások miatt a végösszeg nagyobb lehet 100%-nál). A vallási megoszlás a következő volt: római katolikus 73,8%, református 1,,%, evangélikus 0,9%, felekezet nélküli 5,1% (18,3% nem nyilatkozott).
2022-ben a lakosság 84,8%-a vallotta magát magyarnak, 6,5% németnek, 2,5% cigánynak, 2,2% egyéb, nem hazai nemzetiségűnek (11,4% nem nyilatkozott; a kettős identitások miatt a végösszeg nagyobb lehet 100%-nál). Vallásuk szerint 48,8% volt római katolikus, 2,5% református, 1,6% evangélikus, 0,7% görög katolikus, 0,7% izraelita, 2,7% egyéb katolikus, 10,5% felekezeten kívüli (32,7% nem válaszolt).

## Nevezetességei
- Néhány népi építésű lakóház, út menti keresztek
- Borospincék a szőlőhegyen (a falu a dél-balatoni borvidék része)
- Az 1980-ban épült római katolikus templom (Rózsafüzér Királynéja templom)
- Könyvtár és Művelődési Ház
- Horgászati lehetőség (Nyugati-övcsatorna, Balatonmáriai-árok)

## Régészet
2003-ban az M7-es autópálya építése során a régészek Balatonújlak külterületén egy 10. századi, 17 sírból álló lovastemetőt tártak fel. 
A talált leletekből 2014-ben kiállítás is nyílt. A leletek között szerepel egy aranyozott ezüstlemezekből készült hajfonatkorong-pár, előoldalán mitikus állatalakokkal, lábaikon és farkukon növényi motívumokkal. A finoman kidolgozott hajfonatkorong párhuzamai a bizánci és a sztyeppei emlékek között is fellelhetők.

## Híres emberek

### Itt született
- Bene Ferenc (1944-2006) magyar válogatott labdarúgó, csatár, olimpiai bajnok